# Sørvågen
Sørvågen er et byområde og et fiskevær i Moskenes kommune i Lofoten i Nordland fylke. Bebyggelsen har 445 indbyggere pr. 1. januar 2012, og ligger på sydøstsiden af Moskenesøya. 
Den primære industri er fiskeri og turisme. Stedet er et skolecenter og har dagligvarebutikker, fiskebrug, post, restaurant og er en af de faste udstillinger på Norsk Telemuseum. Der går bilfærge fra kirkestedet Moskenes til Bodø og Værøy/Røst.
Sidste solopgang før mørketid er 10. december og første solopgang efter mørketid er 2. januar.
67°53′23.59″N 13°1′2.89″Ø / 67.8898861°N 13.0174694°Ø